# Love Foolosophy
Love Foolosophy es el tercer sencillo del quinto álbum de estudio de la banda acid jazz británico de Jamiroquai, A Funk Odyssey. La canción fue escrito por Jason Kay y Toby Smith. El título de la canción es un juego de palabras, el uso de un homónimo improvisada de "Philosophy" dar a entender que el cantante es un tonto por amor, por así decirlo. La canción alcanzó el #14 en UK Singles Chart.

## Información
Love Foolosophy es una canción de Jamiroquai, de su álbum de 2001 A Funk Odyssey. La canción fue escrita por Jason Kay, el fundador y líder de la banda. La canción del título es un juego de palabras, utilizando una improvisada homónimo de "Filosofía" dar a entender que el cantante es un tonto por amor, por así decirlo.
En el video musical de la canción aparece como invitada la modelo alemana Heidi Klum.
Esta canción también se utilizó en los créditos para la unaired piloto de inglés Code Lyoko.

## Lista de canciones
UK CD1
1. "Love Foolosophy"
2. "Love Foolosophy" (Knee Deep Remix)
3. "Love Foolosophy" (Bini + Martini Ocean Remix)
4. "Love Foolosophy" (Video)

UK CD2
1. "Love Foolosophy"
2. "Love Foolosophy" (Twin Club Remix)
3. "Little L" (Blaze Remix)
4. "Love Foolosophy" (Alternative Video)

DVD Single
1. "Love Foolosophy" (Video)
2. "Picture Of My Life" (Radio 1 Acoustic Session) (Audio)
3. "Black Crow" (Radio 1 Acoustic Session) (Audio)
4. "Little L" (Videoclip)
5. "You Give Me Something" (Videoclip)
6. "Alright" (Videoclip)
7. "Space Cowboy" (Videoclip)

- Datos: Q1448312